# Science-Fiction-Jahr 1826
Übersicht

◄◄ | ◄ | 1822 | 1823 | 1824 | 1825 | Science-Fiction-Jahr 1826 | 1827 | 1828 | 1829 | 1830 | ► | ►►

Weitere Ereignisse

## Neuerscheinungen Literatur
| Deutscher Titel           | Deutschsprachiges Erscheinungsjahr | Originaltitel | Autor        | Anmerkungen               |
| ------------------------- | ---------------------------------- | ------------- | ------------ | ------------------------- |
| Verney, der letzte Mensch | 1982                               | The Last Man  | Mary Shelley | postapokalyptischer Roman |